# فرودگاه لیسبون پورتلا
فرودگاه لیسبون پورتلا (به انگلیسی: Lisbon Portela Airport) (به زبان بومی: Lisbon Airport) یک فرودگاه همگانی باربری با کد یاتا LIS است که یک باند فرود آسفالت دارد و طول باند آن ۳۸۰۵ متر است. این فرودگاه در شهر لیسبون کشور پرتغال قرار دارد و در ارتفاع ۱۱۴ متری از سطح دریا واقع شده است.